# Passionera
|  | Per a altres significats, vegeu «Passiflora rubra». |

La passionera (Passiflora caerulea), o flor de la passió, és una espècie de planta amb flor. És una planta enfiladissa originària d'Amèrica del Sud (Perú, Uruguai, el Brasil, Argentina). És la passifloràcia més conreada en jardineria mentre que Passiflora incarnata és la considera oficinal (medicinal). El seu nom específic caerulea fa referència a què les seves flors són blaves. Es propaga per llavor la qual pot tardar fins a un mes a germinar. La planta és la passionera més resistent a les gelades, fins a -15 °C i a més rebrota des de terra després de les gelades. Hi ha nombrosos híbrids. És comestible però fat.

## Morfologia
Pot fer fins a 15–20 m d'alçada quan creix enfilant-se a un suport. Té fulles de disposició alternada, palmades, pentalobulades (a voltes amb de tres a 7 lòbuls) que fan de 10 a 18 cm de llarg. La base de les fulles disposa d'un circell de 5 a 10 cm de longitud per agafar-se a un suport.
La flor és complexa i fragant d'uns 10 cm de diàmetre, amb 5 sèpals i pètals blanquinosos i una corol·la amb filaments blaus o violats i cinc estams verds groguencs amb tres estigmes purpuris. En climes tropicals floreix tot l'any, en climes mediterranis ho fa des de la primavera a la tardor. El seu fruit és una baia de color taronja d'uns 6 cm de llarg per 4 cm de diàmetre.

## Imatges

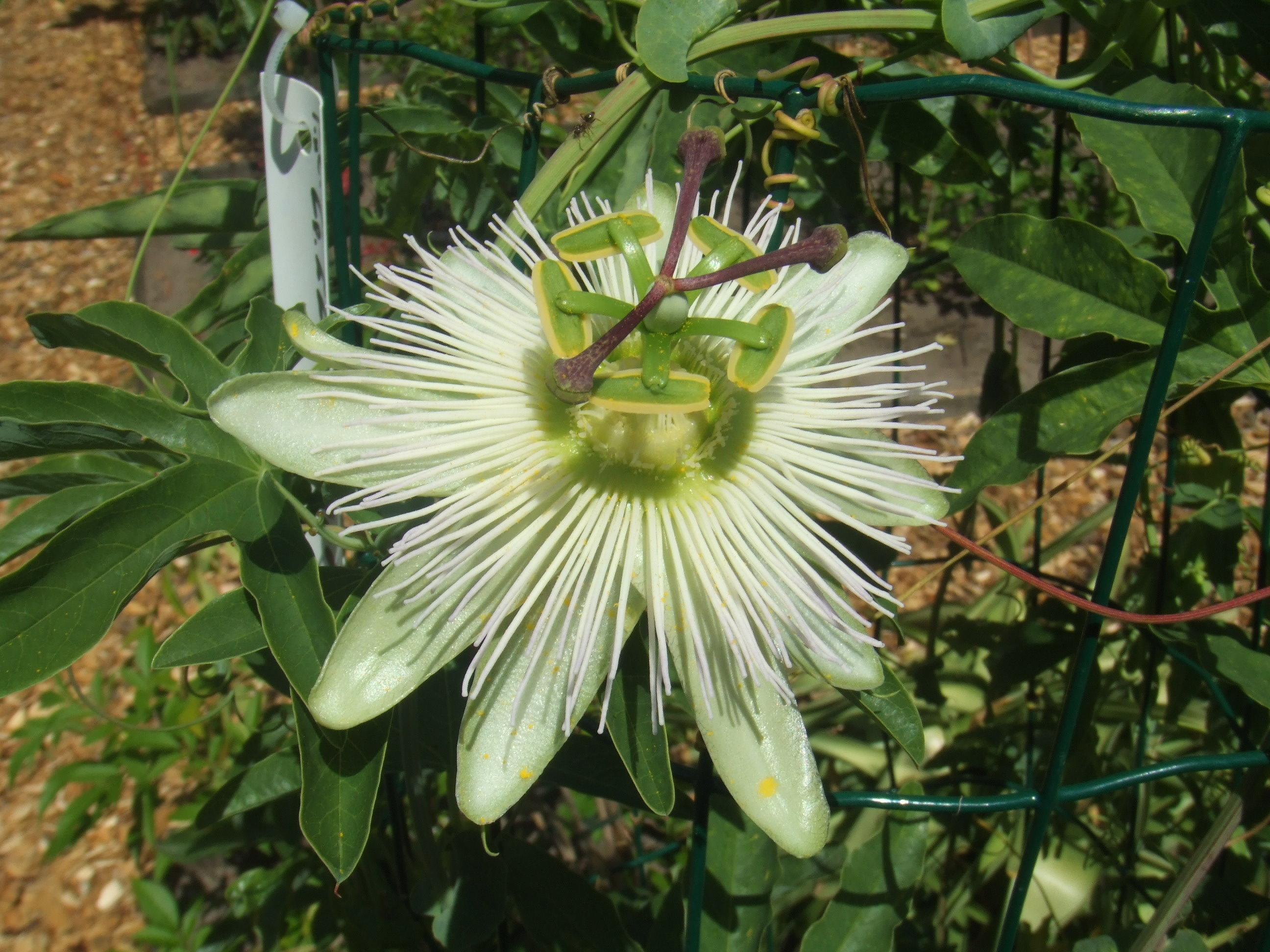
P. caerulea 'Constance Elliott'
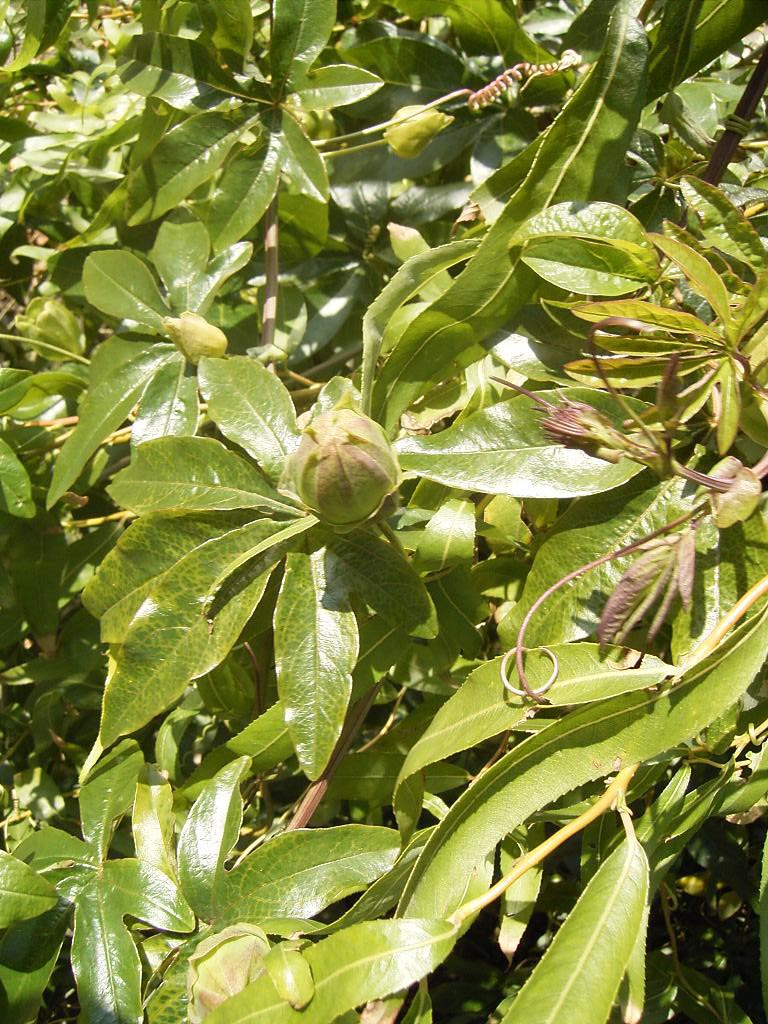
Brots florals
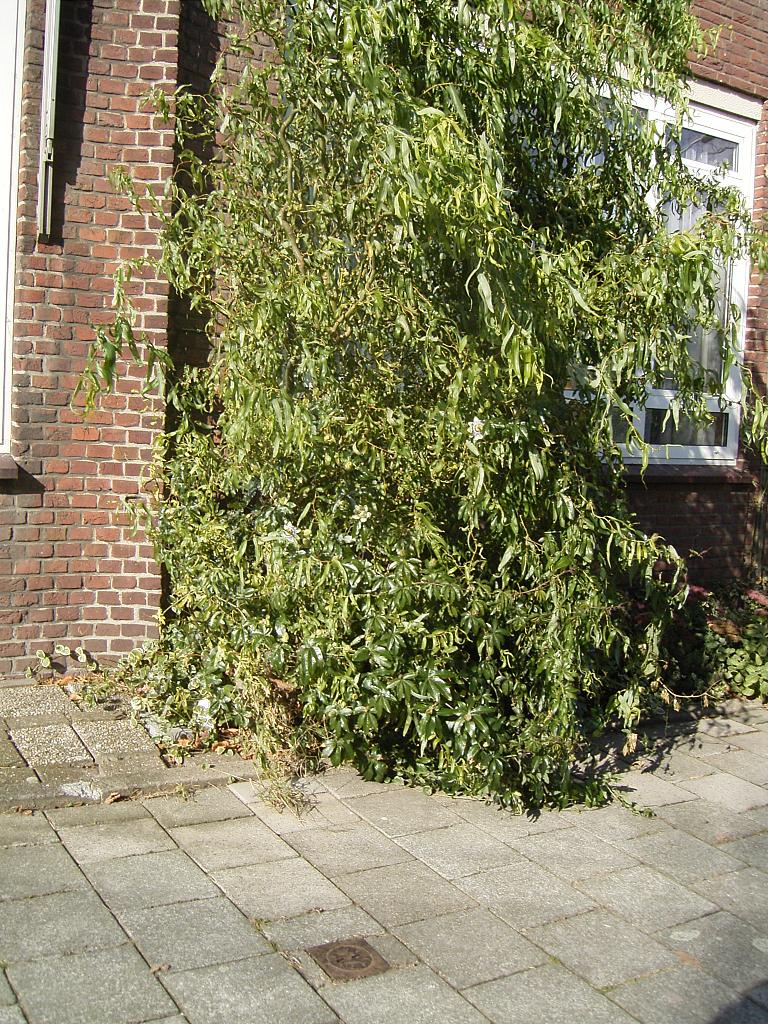
Creixent sobre una paret
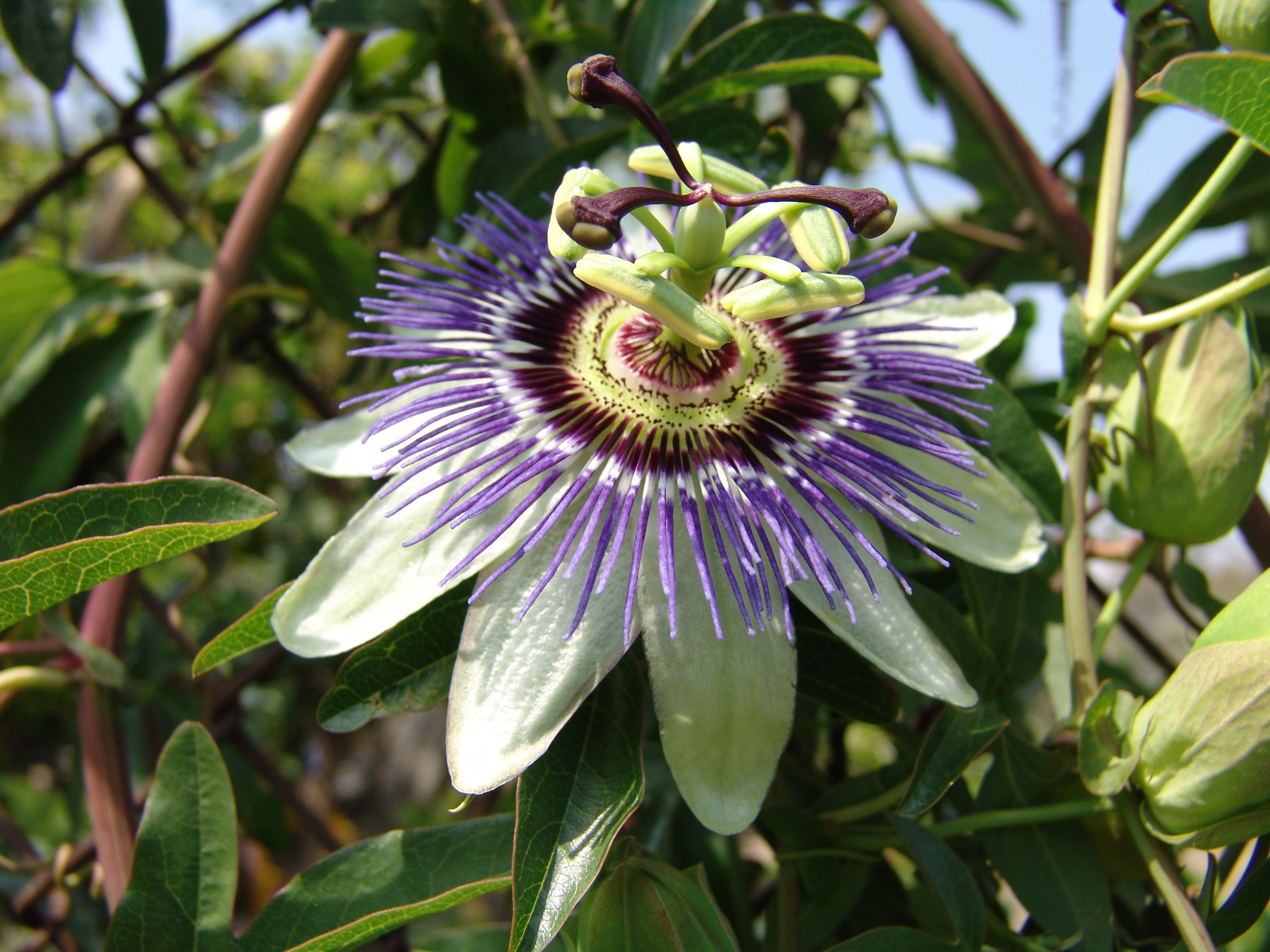
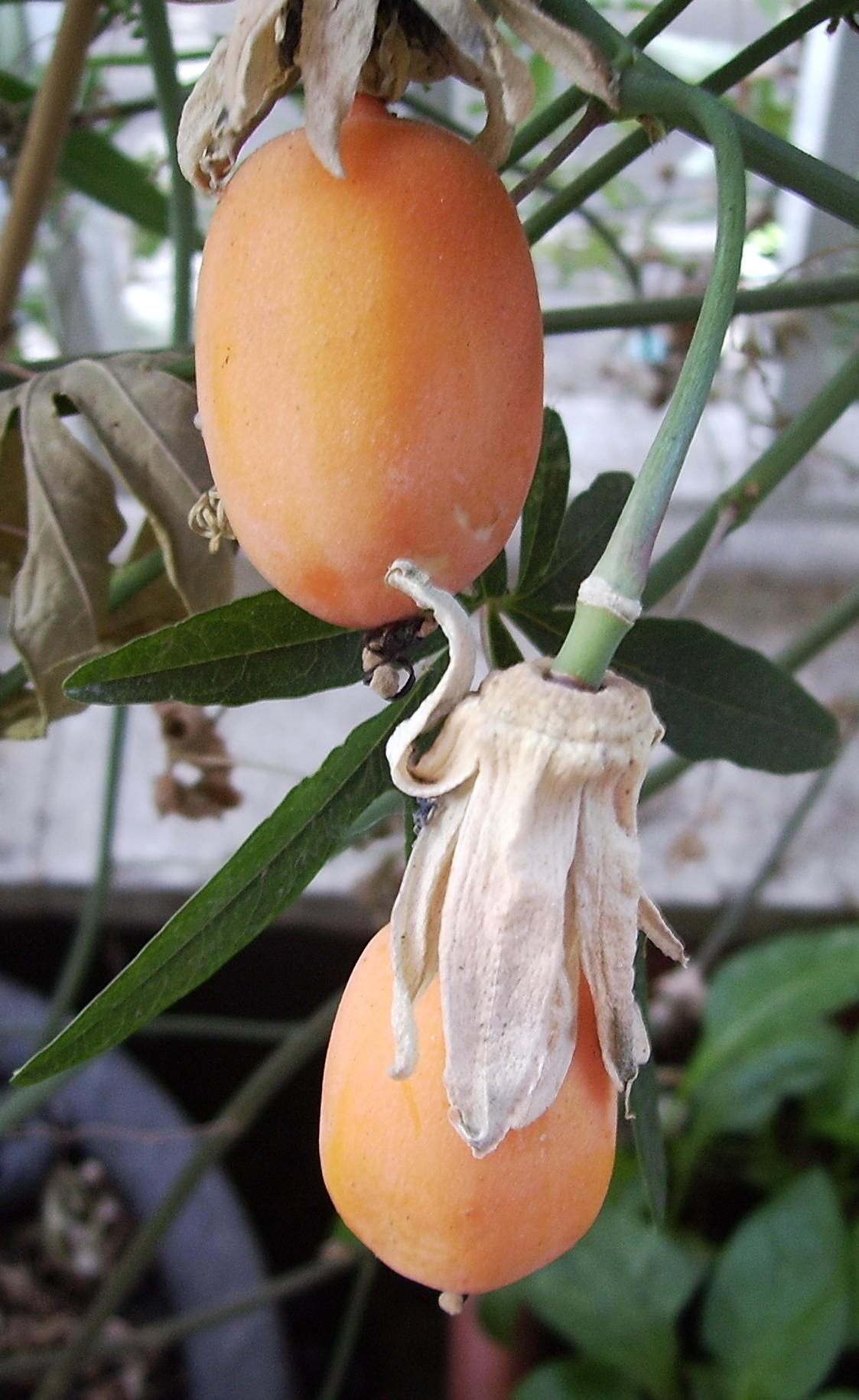
Fruits a un terrat de Barcelona
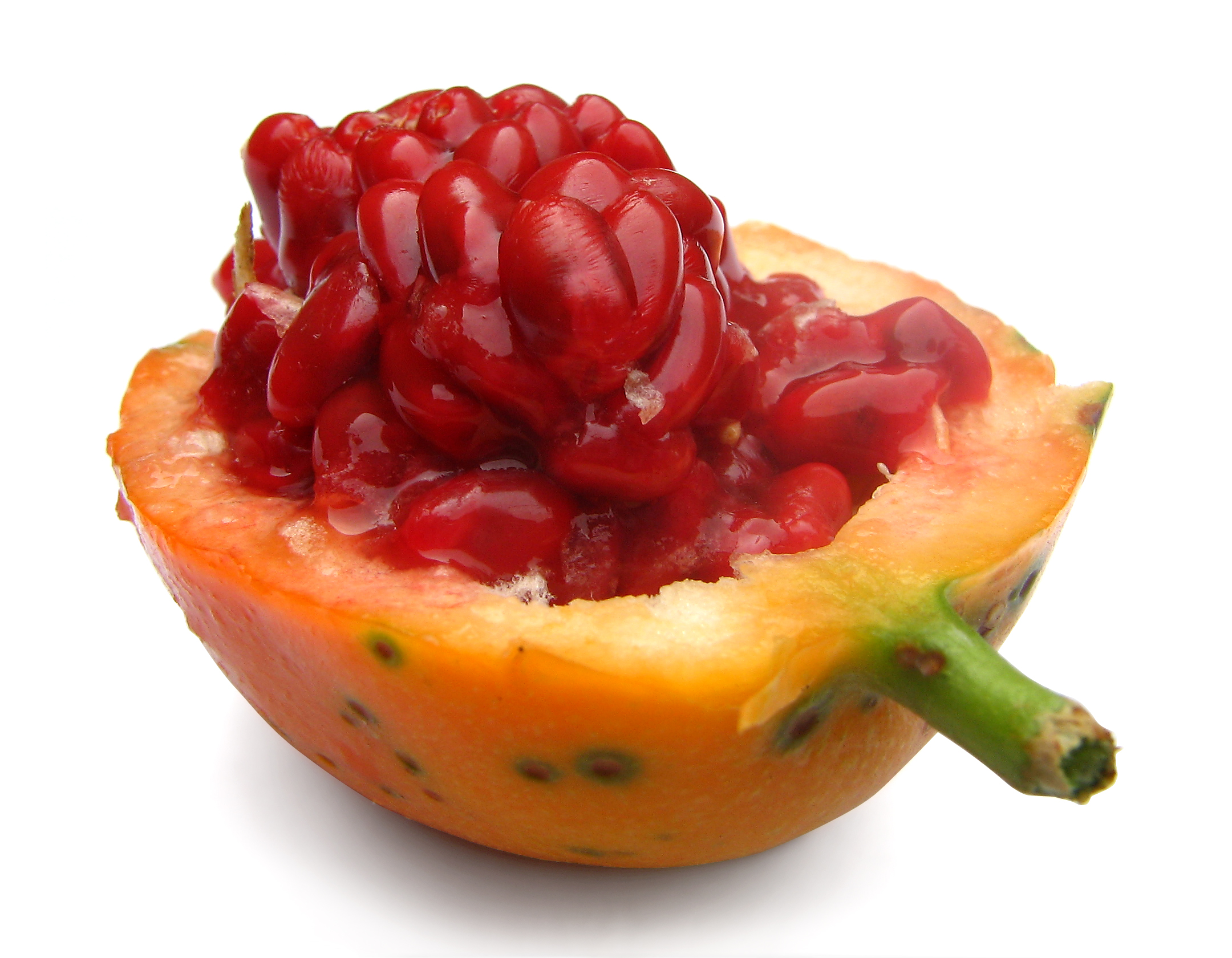
Fruit obert